# Paso Anjumano
El paso Anjumano (en persa: كتل انجمن)(también escrito Paso Anjomano)(4430 m) es un paso montañoso en el Hindú Kush en Afganistán. El paso conecta el Valle de Panjshir desde el sur de Badakhshan hasta el norte, que es la provincia más al norte-este de Afganistán.